# Мохамед Захир Шах
Мохамед Захир Шах (на пущунски: محمد ظاهرشاه‎; на персийски: محمد ظاهر شاه‎) е последният крал на Афганистан, управлявал от 8 ноември 1933 г. до неговото сваляне на 17 юли 1973 г. Той установява приятелски отношения с много страни, включително и с двете суперсили на Студената война, и модернизира страната през 1960-те години.
Докато пребивава в Италия за медицинско лечение, Захир Шах е свален от изненадващ преврат през 1973 г., извършен от неговия братовчед и бивш министър-председател Мохамед Дауд Кан, който създава република. Захир Шах остава в изгнание близо до Рим до 2002 г. и се завръща в Афганистан след края на талибанския режим. Получава титлата „Баща на нацията“, която държи до смъртта си през 2007 г.

## Биография

### Ранен живот
Мохамед Захир Шах е роден на 15 октомври 1914 г. в Кабул, Емирство Афганистан. Негов баща е Мохамед Надир Шах, главен командир на афганистанската армия на бившия крал Аманулах Кан. Надир Шах поема трона след екзекуцията на Хабибула Калакани на 10 октомври 1929 г.
Захир Шах учи в специален клас за принцове в гимназията Хабибия в Кабул. Продължава образованието си във Франция, където баща му служи като дипломатически пратеник, учи в института Пастьор и университета в Монпелие. Когато се завръща в Афганистан, той помага на баща и чичо си да възстанови реда и да потвърди правителствения контрол в период на беззаконие в страната. По-късно е записан в пехотно училище. Захир Шах служи на правителствените длъжности като заместник министър на войната и министър на образованието. Захир Шах говори свободно пущунски, персийски и френски език.

### Крал на Афганистан
Захир Шах е коронован за крал (Шах) на 8 ноември 1933 г. на 19 години, след убийството на баща му Мохамед Надир Шах. След възкачването си на трона той получава титлата „Онзи, който се доверява на Бога, последовател на твърдата религия на Исляма“. През първите тридесет години той не управлява ефективно, като поделя властта със своите чичовци Мохамад Хашим Хан и Шах Махмуд Хан. Този период стимулира растежа на отношенията между Афганистан и международната общност, тъй като през 1934 г. Афганистан се присъединява към Обществото на народите, като същевременно получава официално признание от Съединените щати. До края на 1930-те години са постигнати споразумения за външна помощ и търговия с много страни, най-вече със страните от оста Германия, Италия и Япония.
Захир Шах предоставя помощ, оръжия и афганистански бойци на бунтовниците от Уйгур и Киргизия, които установяват източна Туркестанска република. Помощта не е в състояние да спаси тази република, тъй като афганистанските, уйгурските и киргизските сили са разбити през 1934 г. от китайската мюсюлманска 36-а дивизия и е възстановен китайския държавен контрол над района.
Въпреки близките отношения с оста, Захир Шах отказва да вземе участие по време на Втората световна война, а Афганистан остава една от малкото страни в света, които са неутрални. След края на Втората световна война, Захир Шах признава необходимостта от модернизация на Афганистан и назначава редица чуждестранни съветници, които да помогнат на процеса. През този период е основан първият модерен университет в Афганистан. По време на управлението му изчезват редица потенциални постижения и реформи в резултат на фракционизма и политическите борби. Той също така иска финансова помощ както от САЩ, така и от Съветския съюз.
Захир Шах е способен сам да управлява през 1963 г. и въпреки фракционализма и политическото нахлуване през 1964 г. е въведена нова конституция, която прави Афганистан модерна демократична държава чрез въвеждане на свободни избори, парламент, граждански права, права на жените и универсални избори.
Докато се завръща в Афганистан през 2002 г., управлението му се характеризира с продължителен мир, но без значителен напредък.

### Изгнание
През 1973 г., докато Захир Шах е в Италия, за да се подложи на очна хирургия и терапия, братовчед му и бивш министър-председател Мохамед Дауд Кан организира държавен преврат и създава републиканско правителство. Като премиер, Дауд Кан е принуден да подаде оставка от Захир Шах десетилетие по-рано. През август 1974 г. Захир Шах абдикира, вместо да рискува избухването на гражданска война.
Захир Шах живее в изгнание в Италия в продължение на 29 години във вила в заможната община Олгиата, северно от Рим, където прекарва времето си играейки голф и шах, както и се грижи за градината си. В края на 1970-те години му е забранено да се връща в Афганистан от комунистическото правителство, подпомагано от Съветския съюз. През 1983 г. по време на съветската война в Афганистан, Захир Шах внимателно прави планове за развитие на правителство в изгнание. В крайна сметка тези планове се провалят, защото не успява да постигне консенсус с могъщите ислямистки фракции. Също така е съобщено, че Афганистан, СССР и Индия се опитват да убедят Захир Шах да се върне като ръководител на неутрална, може би временна администрация в Кабул.
През 1991 г. Захир Шах оцелява след опит за убийство с нож, а нападателят е маскиран като португалски журналист.

### Завръщане в политиката
След съветското изтегляне от Афганистан и поражението на комунистическото правителство, мнозинството от различните групи от Муджахидини облагодетелства завръщането на крал Мохамед Захир Шах. Вътрешните разногласия при муджахидините се оказват вредни за Афганистан и започва брутална гражданска война. Захир Шах не се връща в страната още десетилетие.
През април 2002 г., четири месеца след края на управлението на талибаните, Захир Шах се завръща в Афганистан, за да инициира „Лоя Джирга“, която се събира през юни 2002 г. След края на талибаните има предложения за връщане към монархията. Самият Захир Шах дава да се разбера, че ще приеме каквато и да е отговорност, дадена му от Лоя Джирга. Въпреки това, той е длъжен да се откаже публично по нареждане на Съединените щати, тъй като много от делегатите в Лоя Джирга са готови да гласуват за Захир Шах и да блокират подкрепяния от САЩ Хамид Карзай. Докато е готов да стане държавен глава, той съобщава, че няма непременно да бъде монарх: „Аз ще приема отговорността на държавния глава, ако това бъде решено от Лоя Джирга, но нямам намерение да възстановявам титлата крал, народът ме нарича Баба и предпочитам тази титла.“ Той получава титлата „Баща на нацията“ в сегашната Афганистанска конституция, символизираща неговата роля в историята на Афганистан като символ на националното единство.
Хамид Карзай, от клана Пастън Попалзай, става президент на Афганистан, а на роднините и подкрепящите Захир Шах са осигурени високи работни места в преходното правителство. Захир Шах се премести в стария си дворец. По време на посещението си във Франция през октомври 2002 г. той се хлъзга в банята, счупвайки ребрата си, а на 21 юни 2003 г., докато е във Франция за медицински преглед, той чупи бедрена кост.
На 3 февруари 2004 г. Захир пътува до Ню Делхи, Индия, за медицинско лечение след оплакване от чревен проблем. Той е хоспитализиран в продължение на две седмици и остава в Ню Делхи под наблюдение. На 18 май 2004 г. е заведен в болница в Обединените арабски емирства поради кървене от носа.
Захир Шах присъства на речта на Хамид Карзай като президент на Афганистан на 7 декември 2004 г. През последните години той е с влошено здраве и изисква микрофон, закачен към яката му, за да може да се чуе слабият му глас. През януари 2007 г. се съобщава, че Захир е сериозно болен.

### Смърт
На 23 юли 2007 г. той умира в президентския дворец в Кабул след продължително заболяване. Смъртта му е обявена по националната телевизия от президента Карзай. Погребението му се състои на 24 юли. То започва в сградата на президентския дворец, където политици и високопоставени лица изразяват уважението си, а неговият ковчег е пренесен в джамия преди да бъде положен в кралския мавзолей на хълма Маранджан.